# De spoorweg door de prairie
De spoorweg door de prairie is een album uit de stripreeks Lucky Luke. Het beschrijft dat er een spoorweg door de prairie aangelegd wordt. Dit is het negende album in de reeks getekend door Morris, en het eerste verhaal dat geschreven werd door René Goscinny. Het werd voor het eerst uitgegeven in het Nederlands in 1957 door uitgeverij Dupuis, nadat het verhaal was voorgepubliceerd in Robbedoes van 25 augustus 1955 tot en met 2 februari 1956 (nummers 804 tot en met 827).

## Verhaal
Lucky Luke wordt gevraagd om de aanleg van de spoorweg in Dead Ox Gulch verder te leiden. Lucky Luke besluit het te doen. Intussen probeert een onguur element genaamd Black Wilson de spoorwegen te saboteren omdat zoiets ten koste gaat van de postkoetsbedrijven waarvan hij grootaandeelhouder is. Hij huurt twee niet al te snuggere schurken in om de aanleg van de spoorwegen te saboteren.

## Achtergronden bij het verhaal
- Op bladzijde 6 van het derde album in de stripreeks Van Nul tot Nu klaagt iemand dat de treinrails niet goed aan elkaar verbonden zijn. De man die de klacht aanhoort is Lucky Luke. Dit is een verwijzing naar een soortgelijke gag in het album Spoorweg door de prairie.